# بمب هدایت‌ناپذیر

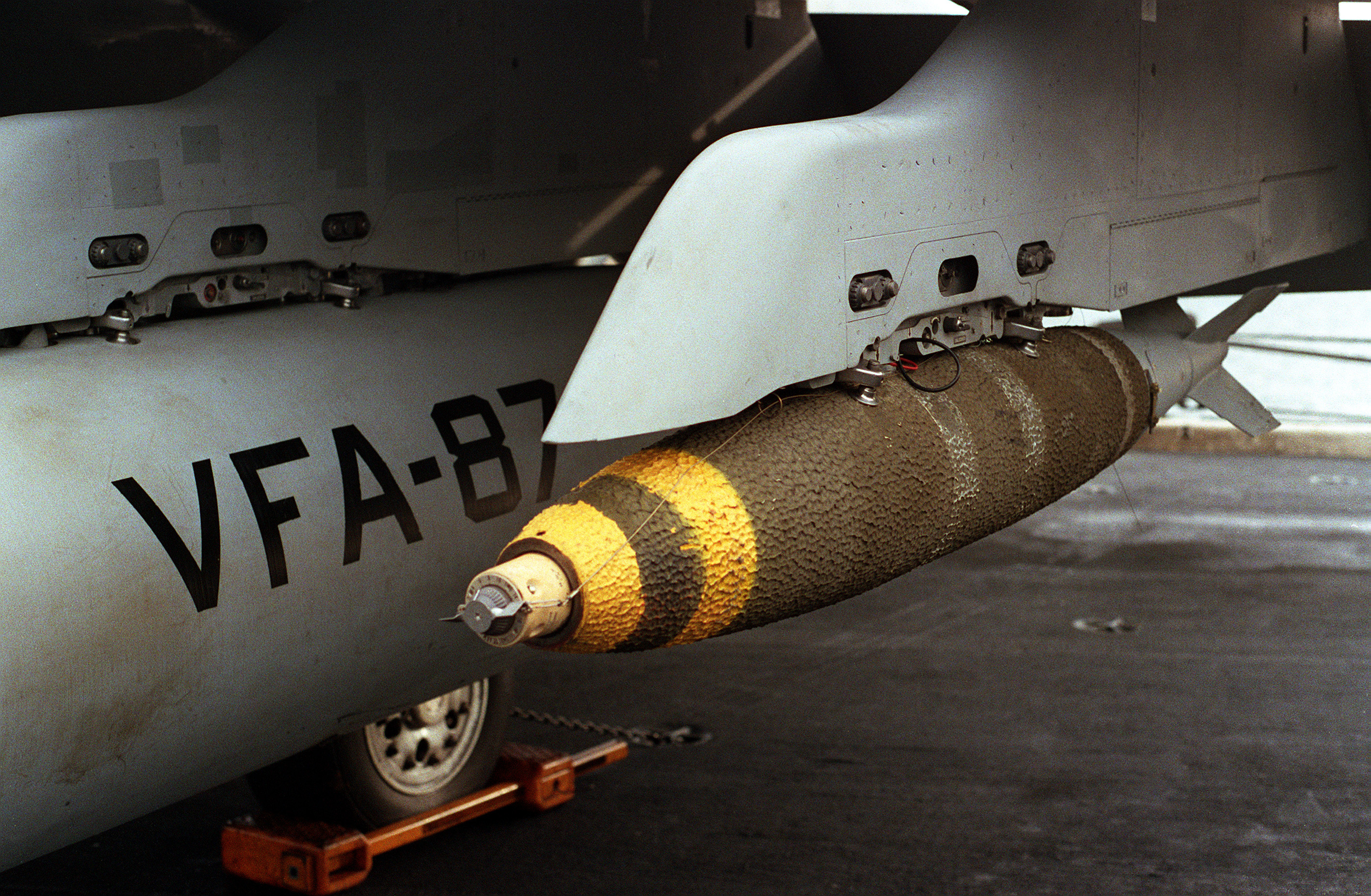
یک بمب غیرهدایت‌شونده ۲۲۷ کیلوگرمی (۵۰۰ پوندی) مارک ۸۲.

بمب غیر هدایت شونده  که به نام‌های بمب سقوط آزاد، بمب جاذبه‌ای ، بمب کودن  یا بمب آهنی  نیز شناخته می‌شود نوعی بمب متعارف است که فاقد سامانه هدایت بوده و در نتیجه صرفا مانند یک پرتابه بالستیک عمل می‌کند.

## منبع
1. ↑  http://en.wikipedia.org/wiki/Unguided_bomb بازبینی شده در ۱۰ مه ۲۰۱۲